# Udenrigsministre fra Østrig
Det østrigske udenrigsministerium afløste Østrig-Ungarns udenrigsministerium. Dette skete, da kejserriget Østrig-Ungarn brød sammen i slutningen af 1918.

## Første republik
Denne liste er ufuldstændig; hjælp gerne med at udfylde den.
- oktober – november 1918: Victor Adler
- 1918 – 1919: Otto Bauer
- 1919 – 1920: Karl Renner
- maj – juli 1934: Engelbert Dollfuß
- maj – juli 1936: Kurt Schuschnigg

## Anden republik
Denne liste er ufuldstændig; hjælp gerne med at udfylde den.
- 1953 – 1959: Leopold Figl
- juni – juli 1959: Julius Raab
- 1959 – 1966: Bruno Kreisky
- 1968 – 1970: Kurt Waldheim
- 1970 – 1974: Rudolf Kirchschläger
- 1995 – 2000: Wolfgang Schüssel
- 2000 – 2004: Benita Ferrero-Waldner
- 2008 – 2013: Michael Spindelegger

| Politik | Spire Denne artikel om politik og ideologi er en spire som bør udbygges. Du er velkommen til at hjælpe Wikipedia ved at udvide den. |